# لغة أجنبية

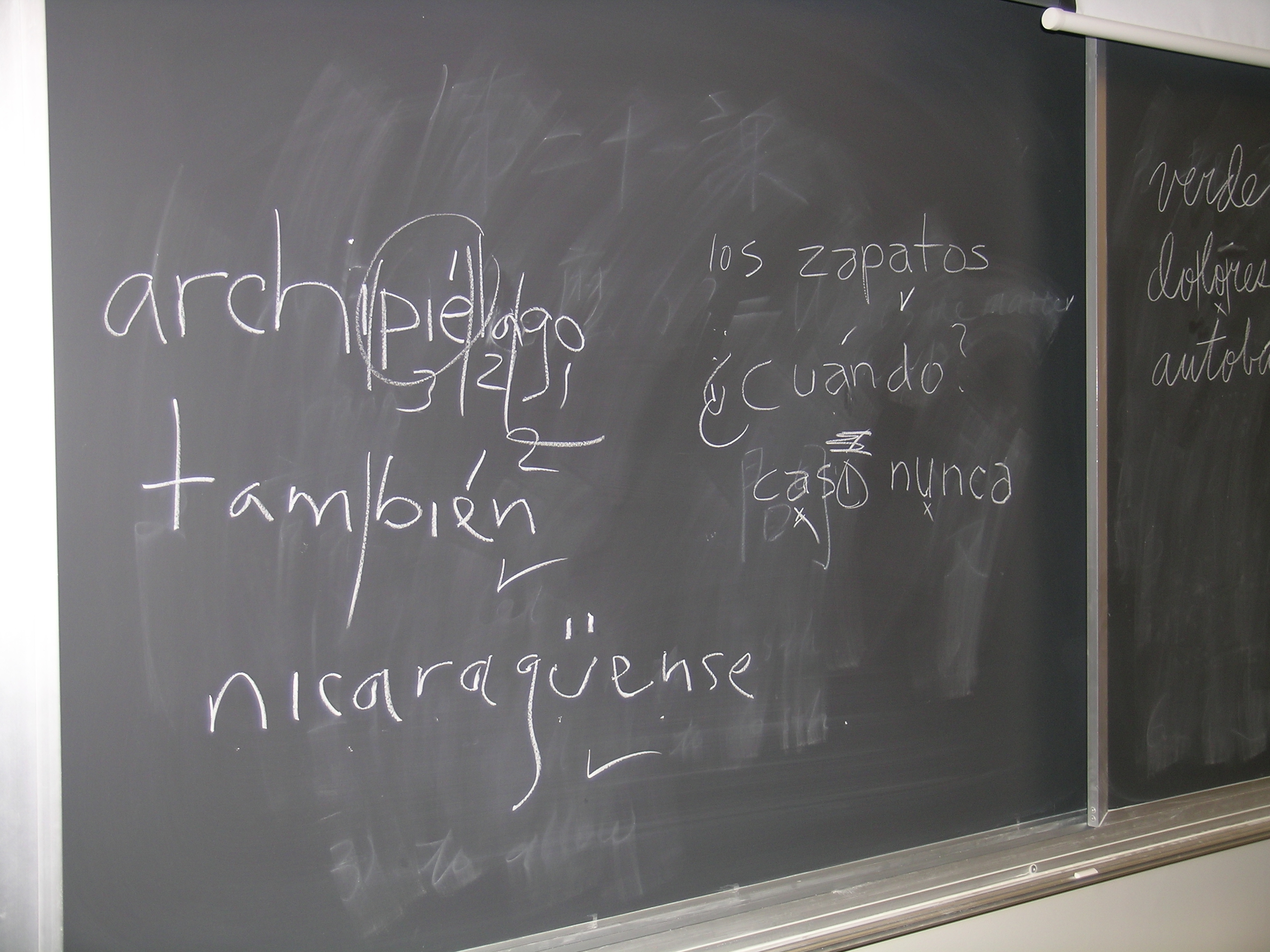

اللغة الأجنبية هي لغة السكان الأصليين لبلد آخر. وهي أيضا لغة لا يتحدث بها البلد الأم للشخص المشار إليه، على سبيل المثال: يستطيع متحدث اللغة الإنجليزية الذي يعيش في اليابان القول أنَّ اللغة اليابانية لغة أجنبية، وبمعنى آخر يستنزف هذان المثالان التعريف حقه، لكن يتم تطبيق التسمية أحيانا بطرق مختلفة مضللة أو غير دقيقة للواقع.
يتعلم طالب ألماني اللغة الفرنسية.
يتعلم بعض الأطفال لغة واحدة أو أكثر من الولادة أو من سن مبكرة جداً: فيطلق عليه ثنائي اللغة أو متعدد اللغات. عندها يمكن أن يكون لهؤلاء الأطفال اثنين أو ثلاثة أو أكثر من اللغات الأم: ولا تعتبر أي منهن لغة أجنبية لهذا الطفل، حتى إذا كانت أي لغة منهن لغة أجنبية للغالبية العظمى من سكان مسقط رأس هذا الطفل. على سبيل المثال، تعلمت طفلة اللغة الإنجليزية من والدها الإنجليزي واللغة اليابانية في مدرستها في اليابان فَبِإمكانها التكلم بكلتيْ اللغتين الإنجليزية واليابانية، ولكن ولا لغة من اللغتان أجنبية لها.

## تعليم اللغة الأجنبية والقدرة
تعلم معظم المدارس في جميع أنحاء العالم لغة أجنبية واحدة على الأقل. قبل عام 1998 درس تقريبا جميع الطلاب في أوروبا لغة أجنبية واحدة على الأقل كجزء من تعليمهم الإلزامي، والاستثناء الوحيد كان في إيرلندا، حيث يتعلم طلاب المدارس الابتدائية والثانوية الأيرلندية والإنجليزية، ولكن لا تعتبر أي منهن لغة أجنبية (على الرغم من أن الطلاب الأيرلنديون يدرسون لغة أوروبية ثالثة). المعدل في أوروبا، في بدايات تعليم اللغات الأجنبية، يتلقّى الطلاب دروس لثلاثة إلى أربعة ساعات في الأسبوع. تبدا الدروس الإلزامية في لغة أجنبية عادة في نهاية المرحلة الابتدائية أو بداية المرحلة الثانوية. لكن في لوكسمبورغ، والنرويج، ومالطة، تدرس اللغة الأجنبية الأولى في سن السادسة، وتبدا في فلاندرز في سن العاشرة. وفي ويلز، يدرس جميع الأطفال اللغة الويلزية ابتداء من السنة الأولى من المدرسة الابتدائية. تعتبر اللغة الويلزية أيضا أمر إلزامي حتى سن السادسة عشرة، على الرغم من أن مؤهل الشهادة الثانوية العامة هو أمر اختياري.
في بعض البلدان، يأخذ المتعلمون دروسا خاصة باللغات الأجنبية. على سبيل المثال، استخدام أكثر من نصف البلدان الأوروبية من أصحاب المناطق الأقلية والإقليمية لتدريس كلا من لغة الدولة والأقلية.
اكد الكتاب الأبيض «اللجنة الأوروبية» في التعليم والتدريب في عام 1995 على أهمية تعليم طلاب المدارس لغتين أجنبية على الأقل قبل مرحلة التعليم الثانوي. وعرف مؤتمر «قمة لشبونة» عام 2000 اللغات كواحدة من المهارات الأساسية الخمسة.
وعلى الرغم من ارتفاع معدل اللغة الأجنبية في التدريس في المدارس، بلغ عدد البالغين الذين يدعون أنهم يتكلمون لغة أجنبية أقل مما كان متوقع. وهذه حقيقة خاصة للناطقين الأم باللغة الإنجليزية: أظهرت دراسة بريطانية في عام 2004 أن واحد فقط من كل عشرة عاملين في بريطانيا يمكنه أن يتكلم لغة أجنبية، ويمكن عد أقل من 5% إلى 20 يتكلمون لغة ثانية. ووجدت دراسة استقصائية «المفوضية الأوروبية» في عام 2001 أن 65.9 % من الناس في المملكة المتحدة يتحدثون فقط لغتهم الأم.
حاول «إطار المرجعية الأوروبية المشتركة» للغات منذ عقد التسعينيات، توحيد تعلم اللغات عبر أوروبا.

## أدوات لتعلم اللغات الأجنبية
تم إدماج تعلم لغة الحاسوب في التعليم باللغة الأجنبية في السنوات الأخيرة، وقد تم تطوير برامج الكمبيوتر مع مستويات متفاوتة من العلاقات التفاعلية بين الكمبيوتر ومتعلم اللغة. ساعدات تعلم اللغة مثل المساعدات في الكتابة بلغة أجنبية والمساعدات في القراءة بلغة أجنبية، وتستهدف مهارات لغوية محددة من متعلمي اللغة الأجنبية، وهي أيضا أدوات بديلة متاحة لمتعلمي اللغة الأجنبية.

## بحوث في تعلم اللغة الأجنبية
اقترح تقريرا من «مركز اللغة توماس ميشيل» في المملكة المتحدة في عام 2004 أن تحدث لغة ثانية يمكن ان يساهم في معدل زيادة المرتب العامل إلى 3000 جنيه استرليني (3300 يورو) سنوياً، أو 145 ألف جنيه استرليني (159 ألف يورو) على مدى حياته. وأظهر مزيد من النتائج أن تسعة من أصل عشر شركات بريطانية يعتقدون أن أعمالهم يمكن أن تستفيد من أفضل المهارات اللغوية. وتظهر الدراسات أن شخص ثنائي اللغة أو متعدد اللغات، يمكن أن تجعل له راتبا أكبر من مبرمج حاسوب أو مهندس لأنها تستطيع ان تستخدم قدراته في اللغة الأجنبية للحصول على النجاح في مجالات واسعة من المسارات الوظيفية. وبظروف زيادة السكانية الدولية الشخص متعدد اللغات يمكنه التواصل وترجمة المنظور للمشاهدين بسهولة.
فحصت دراسة بجامعة كلية لندن (UCL) أيضا في عام 2004 أدمغة 105 اشخاص يستطيعون التكلّم بأكثر من لغة. ووجدت الدراسة أن الناس الذين تعلموا لغة ثانية عند الصغر أكثر كثافة في المادة الرمادية من أولئك الذين تعلموا واحدة في وقت لاحق. المادة الرمادية هو الجزء من الدماغ حيث تعالج المعلومات.
وقد أظهرت أبحاث أخرى أن التعرض المبكر للغة ثانية يزيد من استراتيجيات التفكير المختلفة، ويساعد ليس فقط في المهام المتعلقة باللغة ولكن أيضا في مجالات أخرى مثل الرياضيات. للأطفال المتعلمين في وقت مبكر طرقاً مختلفة للتعبير عن أنفسهم، مثل أن يفهموا أفضل ويكون لهم أكثر من طريقة واحدة للنظر في مشكلة، وأكثر من حل واحد.

## اللغة الأجنبية مقابل اللغة الثانية
يحتاج هذا قسم خطوات كثيرة إلى مقالات أخرى داخل الموسوعة.هذا القسم يحتاج المزيد من الروابط لمقالات أخرى المساعدة في إدماج ذلك في الموسوعة. (تشرين الثاني/نوفمبر2012) 
ليست هناك فروق كبيرة في التعاريف المختلفة التي قدمها الكتاب عن اللغة الأجنبية واللغة الثانية، على الرغم من أن العديد منهم لا يستطيع التفريق بين هذين المصطلحين. يظهر التمييز بين المختصرات TESL (تدريس اللغة الإنجليزية كلغة ثانية) وTEFL (تدريس اللغة الإنجليزية كلغة أجنبية) اختلاف اهتمام بعض الباحثين لمفاهيم اللغة الثانية واللغة الأجنبية.
ريتشاردز وشميت (2002:472) وفر هذه المعلومات حول اللغة الثانية:
بمعنى أوسع، إن أي لغة يتعلمها الفرد بعد لغته الأم [تسمى اللغة الثانية]. مهما، عندما يتباين مع فورين لنغج، يرجع العبارة أكثر بشقّ النّفس إلى لغة أنّ يلعب دور كبريات في بلاد خاصّة أو منطقة مع ذلك هو يمكن لا يكون اللغة أولى من كثير الناس الذي يستعمل هو.على سبيل المثال، تعلم اللغة الإنجليزية من المهاجرين في الولايات المتحدة أو التعلم الكتالونية من الناطقين بالإسبانية في كاتالونيا (منطقة مستقلة في إسبانيا) حالات اللغة الثانية (لا أجنبية) التعلم، نظراً لأن تلك اللغات مهمة للبقاء على قيد الحياة في تلك المجتمعات. تأتي اللغة الإنجليزية أيضا كلغة ثانية لكثير من الناس في بلدان مثل نيجيريا والهند وسنغافورة والفليبين بالإضافة للإسبان، لأنّ اللغة الإنجليزية أنجزت الكثير من الأعمال المهمّة في هذه البلدان (بالإضافة إلى الأعمال في التعليم والحكومة) فإن تعليم اللغة الإنجليزية ضرورة للنجاح ضمن هذا سياق. (على الرغم من ذلك من الممكن ان يكون بعض الناس في هذه البلدان اكتسبوا اللغة الإنجليزية كلغة أولى لهم، إذا كانت اللغة الرئيسية في موطنهم).
وقد قاموا أيضا بتعريف اللغة أجنبية على انها اللغة غير الأصلية لإعداد كبيرة من الناس في بلد معين في المنطقة، لا تستعمل كوسيلة للتعليم في المدارس، ولا تستخدم على نطاق واسع كوسيلة للاتصال في الحكومة، ووسائل الإعلام، إلخ. ولاحظوا أن اللغات الأجنبية تدرس عادة كمواضيع مدرسية لغرض التواصل مع الأجانب، أو لقراءة المواد المطبوعة بهذه اللغة (ريتشاردز وشميت، 2002:206).
لاحظ كريستال عام (2003) أن اللغة الأم تكون مميزة عن اللغة الثانية (تستخدم اللغة الأخرى غير اللغة الأم لغرض خاص، على سبيل المثال للتعليم أو للحكومة) وأن اللغة الأم مميزة بدورها عن اللغة الأجنبية (حيث لا يوجد حالات مقدره ضمنا).وقد لاحظ أيضا أنّ ميّزة التمييز بين اللغة الأجنبية واللغة الأم لا تعرف عالميا (خصوصا ليس في الولايات المتحدة الأمريكية).
يصدقسترن (1983) أن يوجد إجماع اليوم على أهمية التمييز في أن يكون بين تعليم اللغة غير الأصلية واستخدامها داخل بلد واحد يطبيق عندها مصطلح اللغة الثانية، مع الإشارة إلى أن أستخدام اللغة غير الأصلية في خطاب مجتمعي خارج الحدود الوطنية أو الإقليمية يقع تحت مسمى لغة أجنبية. وفي حين مناقشته للتمييز بين 'اللغة الثانية' و 'اللغة الأجنبية' قال ان له مبرر معين من الممكن أن يكون أقل أهمية في بعض الأحيان وقد يكون مضللا. ولاحظ أنّ التمييز بعد الحرب العالمية الثانية أصبح ذو شعبيّة في المنظمات الدوليّة مثل اليونسكو. ومن أجل تلبية الحساسيات القومية في المناقشات بشأن المسائل اللغوية. قدم فاسولد وكونور-لينتون (2006) وفولك (1978) وهدسون (2000) تعاريف مشابهة لهذين المصطلحين. ولم يذكر أوغرادي وآخرون. (1384) 'اللغة الثانية' و 'اللغة الأجنبية' بهذه المصطلحات بالتحديد، ولكنهم أكدوا على دور البيئة التعليمية في تدريس اللغات غير الأصلية.
وهكذا فإن التمييز بين اللغة الأجنبية واللغة الثانية عبارة عن تمييز جغرافي وبيئي. يمكننا أن نذكر 'حالة اللغة الثانية' و 'حالة اللغة الأجنبية' كحالتين للتعلم، لا كنوعين من اللغات. إذا اللغة الأجنبية ليست دائماّ لغة أجنبية، واللغة الثانية ليست دائما لغة ثانية.تعتبر حالات تعلم اللغة الأجنبية واللغة الثانية تواصلاّ بحكم انه تمييز جغرافي. من طرف، نجد متعلمين يتعلمون دون أي مساعدة خارجية بالتعرض المباشر للغة الغير أصلية من خلال العيش في بيئة اللغة المطلوبة (تعلم اللغة الثانية)، ومن الطرف الآخر نجد متعلمين يتعلمون اللغة غير الأصلية من خلال أخذ دروس خاصة باللغة (تعلم اللغة الأجنبية).
عادة ما تكون هناك صفة رسمية للغة الثانية أو عمل معترف به داخل البلد، لكن على خلافها هناك الكثير من النتائج الهامة للغة الأجنبية حيث صب الأهتمام بها في بعض الكتب.على سبيل المثال الفارسية لغة ثانية للشعب الكردي لا العكس، لأنه لا توجد بيئة الكردية للمتحدثين الذين يتعلمون الفارسية الكردية. من ناحية أخرى، اللغة الإنجليزية لغة أجنبية لكلا منهما، بسبب انعدام الصلة بين الشعب الكردي والفارسي مع الشعب الإنجليزي. ومع ذلك، إذا ذهب شخص إيراني إلى الولايات المتحدة الأمريكية تصبح الإنجليزية لغة ثانية بالنسبة له أو لها. وهكذا تعلم المهاجرين البريطانيين إلى إيران الفارسية كلغة ثانية، وتعلم متحدثين الفارسية اللغة الإنجليزية في بريطانيا كلغة ثانية. يمكننا ان تحدث في كرمنشاه أو كردستان عن تعلم الكردية من قبل المتحدثين الفارسية كلغة ثانية بدلا من لغة أجنبية.
غالبا ما تكون الأهداف لتعلم اللغة الثانية مختلفة عن تعلم اللغة الأجنبية. تطلب اللغة الثانية للمشاركة الكاملة في الحياة السياسية والاقتصادية للأمة، لانها عادة ما تكون هي اللغة الرسمية أو واحدة من اثنتين أو أكثر من اللغات المعترف بها. وقد تكون اللغة اللازمة للتعليم. من بين أهداف تعلم اللغة الأجنبية السفر للخارج والتواصل مع الناطقين بها وقراءة الأدب الأجنبي أو المصنفات العلمية والتقنية.
وهناك بعض الاختلافات الرئيسية بين تعليم وتعلم اللغة الأجنبية واللغة الثانية. يستطيع الفرد من خلال تعلم اللغة الثانية تلقي مدخلات التعلم داخل الفصول الدراسية وخارجها. حيث يستطيع أستخدام ما تم تعلمه بسهولة كما يحدث للطفل حين يتعلم لغته الأولى، لذلك يتوجب الإكثار من طبيعية الممارسة للغة.
عادة مايكون متعلمي اللغة الثانية أكثر نجاحا في تطوير المهارات اللغوية غير المنطوق بها ومايتم تعلمه قد يكون ضروري داخل المجتمع، لذلك يكون الدافع اقوى.
ويكون التثاقف (هو الجانب الرئيسي من تعلم اللغة) أسهل في حالة تعلم لغة ثانية غير اللغة الأم والدور العاطفي للغة (مقارنة لدور الاتصال) أسهل استخداما للمتعلمين.
الخصائص الرئيسية للحالة المخططة للفصول الدراسية في حالة تعلم اللغة الأجنبية بدلاً من الظروف الطبيعية لتعلم اللغة الثانية هي
1. المطالب النفسية-الاجتماعية للفصل الدراسي: تتطلب الفصول الدراسية للمتعلم مجموعة من الإجراءات والانضباط في الفصل الدراسي. يتلقى المتعلم قدرا محدودا من الاهتمام الفردي.والانتظام بالحضور مطلوب.
2. انتقاء لغة البيانات: يقدم المعلم عموماً نوعاً من البنود المختاره من اللغة الهدف. ويقتصر العفوية. ويتبع خطط المناهج التعليمية مع المعلم سعيا إلى تحقيق أهداف معينة فيما يتعلق بتعلم اللغة.
3. القواعد النحوية المعروضة: قد يصف المعلم قاعدة في اللغة الأم لشرح تركيبة نحوية معينة. ومن المتوقع من المعلم أن يكون على قدر من الفهم والاستيعاب حتى يطبق القاعدة.
4. حالات غير واقعية محدودة: حالات استخدام اللغة في الفصول الدراسية محدودة بالمقارنة مع التنوع خارج الفصول الدراسية. غالباً ما تتم محاكاة الحالات التي يستخدمها.